# Marco Morabito
Marco Morabito (* 20. Jahrhundert) ist ein italienischer Filmeditor und Filmproduzent.

## Karriere
Morabitos Karriere im Filmgeschäft begann 2002 mit dem Dokumentarkurzfilm über Tilda Swinton von Luca Guadagnino, der unter dem Titel The Love Factory veröffentlicht wurde. Als Executive Producer war unter anderem auch an dem Werk I Am Love beteiligt. Für seine Tätigkeit als Filmproduzent bei dem Film Call Me by Your Name erhielt Morabito bei der Oscarverleihung 2018 eine Nominierung in der Kategorie „Bester Film“. Des Weiteren wurde der Film für einen BAFTA-Award und PGA-Award nominiert.

## Filmografie (Auswahl)

### Produzent
- 2002: Tilda Swinton. The Love Factory (Dokumentarkurzfilm)
- 2004: Arto Lindsay Perdoa a Beleza (The Love Factory Series) (Dokumentarkurzfilm)
- 2009: I Am Love (Io sono l'amore)
- 2010: Diarchia (Kurzfilm)
- 2012: Padroni di casa
- 2015: Antonia.
- 2015: A Bigger Splash
- 2017: Call Me by Your Name
- 2018: Suspiria
- 2019: The Staggering Girl
- 2021: Beckett
- 2022: Bones and All
- 2024: Diciannove

### Editor
- 2003: Lotus (Dokumentarfilm)
- 2004: Cuoco contadino (Dokumentarfilm)
- 2004: Il produttore (Kurzfilm)
- 2005: Essere Claudia Cardinale (Dokumentarfilm)
- 2005: Briciole (Fernsehfilm)
- 2007: Part deux (Kurzfilm)